# Othello (strateška igra)
Othello ali reversi je abstraktna strateška igra na igralni deski z 8 × 8 polji, kot pri šahovnici, za dva igralca. Igralca potrebujeta za igro črne in bele figure, podobno kot pri goju. 
Za igro velja naslednji rek:
potrebuješ le minuto, da se je naučiš, in življenje, da izpopolniš svoje igranje

## Zgodovina igre
Izvor igre je vprašljiv. Japonci verjamejo, da je nastala na Japonskem v 70. letih 20. stoletja, nekateri viri pa pravijo, da je obstajala že prej. Na Japonskem je igro predstavil Goro Hasegava leta 1975, ki je napisal delo Kdo je zmagal pri Othellu. Igro je imenoval po Shakespearovi igri Othello.
Število dovoljenih postavitev v igri reversi je ocenjeno na vsaj 1028, stopnja zapletenosti drevesa igre je približno 1058. Leta 1980 je program The Moor premagal veljavnega svetovnega prvaka in od tedaj so računalniški programi igrali na nivoju svetovnih prvenstev. Eden od najmočnejših svetovnih programov za othello je Logistello, ki je leta 1997 premagal človeškega prvaka Tekešija Murakamija s 6:0.

## Pravila igre
1. Igralca se odločita, kdo bo beli in kdo črni; ta odločitev velja vso igro.
2. Vsak igralec položi na ploščo dva žetona, kot je prikazano pri skici »začetna postavitev«.
3. Črni začne.
4. Pri vsaki potezi mora biti žeton postavljen poleg nasprotnikovega žetona (lahko vertikalno, horizontalno ali diagonalno)
5. Položeni žeton mora ujeti enega ali več nasprotnikovih žetonov med enega ali več svojih žetonov, ki so položeni v katerikoli smeri od pravkar položenega). »Ujete« nasprotnikove žetone igralec obrne in jim spremeni barvo.
6. Igralca nadaljujeta s postopkom igranja, dokler ne zapolnita vseh polj, ali dokler imata možnost postavitve žetona. (Včasih se igra konča že prej, v primeru, da igralca nimata več možnosti nadaljnje poteze.)
7. Igralca preštejeta število žetonov svoje barve, zmagovalec jih ima več.

## Osnovna strategija in taktika
Tudi med izkušenimi igralci obstajajo nasprotna mnenja o taktiki in strategiji. Začetnim igralcem je bolj priporočljivo zaigrati nekaj iger, preden si preberejo spodnje napotke.
1. Žetona, ki je postavljen v kot igralne deske, nasprotni igralec ne more »ujeti« oz. obrniti. Zato je kotna pozicija strateško zelo pomembna - iz nje lahko obvladujemo tri smeri (horizontalno, diagonalno in vertikalno).
2. Pomembna je tudi postavitev žetonov na stranice (robna polja plošče), s katerih je moč dobro kontrolirati vmesna polja v petih smereh. Njihova ugodna strateška lastnost je tudi ta, da jih nasprotnik lahko spremeni v žetone svoje barve le z dveh strani.
3. Ne postavljajte žetona na polje diagonalno od nezasedenega kota!

## Svetovno prvenstvo v othellu
| Leto  | Lokacija    | Svetovni prvak   | Država     | Moštvo              | Poraženec               | Država              |
| ----- | ----------- | ---------------- | ---------- | ------------------- | ----------------------- | ------------------- |
| 1977  | Tokio       | Hiroshi Inoue    | Japonska   | /                   | Thomas Heiberg          | Norveška            |
| 1977* | Monte Carlo | Sylvain Perez    | Francija   | /                   | Michel Rengot Blanchard | Francija            |
| 1978  | New York    | Hidenori Maruoka | Japonska   | /                   | Carol Jacobs            | ZDA                 |
| 1979  | Rim         | Hiroshi Inoue    | Japonska   | /                   | Jonathan Cerf           | ZDA                 |
| 1980  | London      | Jonathan Cerf    | ZDA        | /                   | Takuya Mimura           | Japonska            |
| 1981  | Bruselj     | Hidenori Maruoka | Japonska   | /                   | Brian Rose              | ZDA                 |
| 1982  | Stockholm   | Kunihiko Tanida  | Japonska   | /                   | David Shaman            | ZDA                 |
| 1983  | Pariz       | Ken'Ichi Ishii   | Japonska   | /                   | Imre Leader             | Združeno kraljestvo |
| 1984  | Melbourne   | Paul Ralle       | Francija   | /                   | Ryoichi Taniguchi       | Japonska            |
| 1985  | Atene       | Masaki Takizawa  | Japonska   | /                   | Paolo Ghirardato        | Italija             |
| 1986  | Tokio       | Hideshi Tamenori | Japonska   | /                   | Paul Ralle              | Francija            |
| 1987  | Milano      | Ken'Ichi Ishii   | Japonska   | ZDA                 | Paul Ralle              | Francija            |
| 1988  | Pariz       | Hideshi Tamenori | Japonska   | Združeno kraljestvo | Graham Brightwell       | Združeno kraljestvo |
| 1989  | Varšava     | Hideshi Tamenori | Japonska   | Združeno kraljestvo | Graham Brightwell       | Združeno kraljestvo |
| 1990  | Stockholm   | Hideshi Tamenori | Japonska   | Francija            | Didier Piau             | Francija            |
| 1991  | New York    | Shigeru Kaneda   | Japonska   | ZDA                 | Paul Ralle              | Francija            |
| 1992  | Barcelona   | Marc Tastet      | Francija   | Združeno kraljestvo | David Shaman            | Združeno kraljestvo |
| 1993  | London      | David Shaman     | ZDA        | ZDA                 | Emmanuel Caspard        | Francija            |
| 1994  | Pariz       | Masaki Takizawa  | Japonska   | Francija            | Karsten Feldborg        | Danska              |
| 1995  | Melbourne   | Hideshi Tamenori | Japonska   | ZDA                 | David Shaman            | ZDA                 |
| 1996  | Tokio       | Takeshi Murakami | Japonska   | Združeno kraljestvo | Stephane Nicolet        | Francija            |
| 1997  | Atene       | Makoto Suekuni   | Japonska   | Združeno kraljestvo | Graham Brightwell       | Združeno kraljestvo |
| 1998  | Barcelona   | Takeshi Murakami | Japonska   | Francija            | Emmanuel Caspard        | Francija            |
| 1999  | Milano      | David Shaman     | Nizozemska | Japonska            | Tetsuya Nakajima        | Japonska            |
| 2000  | København   | Takeshi Murakami | Japonska   | ZDA                 | Brian Rose              | ZDA                 |
| 2001  | New York    | Brian Rose       | ZDA        | ZDA                 | Raphael Schreiber       | ZDA                 |
| 2002  | Amsterdam   | David Shaman     | Nizozemska | ZDA                 | Ben Seeley              | ZDA                 |
| 2003  | Stockholm   | Ben Seeley       | ZDA        | Japonska            | Makoto Suekuni          | Japonska            |
| 2004  | London      | Ben Seeley       | ZDA        | ZDA                 | Makoto Suekuni          | Japonska            |
| 2005  | Reykjavík   | Hideshi Tamenori | Japonska   | Japonska            | Kwangwook Lee           | Južna Koreja        |
| 2006  | Mito        | Hideshi Tamenori | Japonska   | Japonska            | Makoto Suekuni          | Singapur            |
| 2007  | Atene       | Kenta Tominaga   | Japonska   | Japonska            | Stéphane Nicolet        | Francija            |
| 2008  | Oslo        | Michele Borassi  | Italija    | Japonska            | Tamaki Miyaoka          | Japonska            |
| 2009  | Gent        | Yusuke Takanashi | Japonska   | Japonska            | Matthias Berg           | Nemčija             |
| 2010  | Rim         | Yusuke Takanashi | Japonska   | Japonska            | Michele Borassi         | Italija             |

*Svetovnega prvenstva v Monte Carlu po navadi ne upoštevajo za uradnega. Na uradnih straneh ga imenujejo prvo Evropsko prvenstvo.